# بولين ستارك
بولين ستارك (بالإنجليزية: Pauline Starke)‏ هي ممثلة أمريكية، ولدت في 10 يناير 1901 بجوبلن في الولايات المتحدة، وتوفيت في 3 فبراير 1977 بسانتا مونيكا في الولايات المتحدة بسبب سكتة.

## أعمال

### أفلام
- (1924) الجنة المحرمة

## وصلات خارجية
- بولين ستارك على موقع IMDb (الإنجليزية)
- بولين ستارك على موقع ألو سيني (الفرنسية)
- بولين ستارك على موقع أول موفي (الإنجليزية)
- بولين ستارك على موقع قاعدة بيانات برودواي على الإنترنت (الإنجليزية)
- بولين ستارك على موقع قاعدة بيانات الأفلام السويدية (السويدية)
- بولين ستارك على موقع قاعدة بيانات الفيلم (الإنجليزية)
- بولين ستارك على موقع كينوبويسك (الروسية)